# Contea di Coomalie
La contea di Coomalie è una delle 16 local government areas che si trovano nel Territorio del Nord, in Australia. Essa si estende su di una superficie di 1.500 chilometri quadrati ed ha una popolazione di 1.295 abitanti. La sede del consiglio si trova a Batchelor.